# Dorylus ductor
Dorylus ductor är en myrart som beskrevs av Santschi 1939. Dorylus ductor ingår i släktet Dorylus och familjen myror. Inga underarter finns listade i Catalogue of Life.